# Antoine Maure
Pour les articles homonymes, voir Maure.
Antoine Maure, né le 3 août 1852 à Grasse et mort le 7 novembre 1916 à Grasse, est un homme politique français. Il est député des Alpes-Maritimes sous la Troisième République.

## Biographie
Après des études de droit à Aix-en-Provence, il devient avocat à Grasse. Élu conseiller municipal de cette ville en 1884, il en devient maire en juin 1898 puis conseiller général en juillet 1898.
Élu député en 1902, progressiste, il est battu par César Ossola en 1906.

## Mandats
- Conseiller municipal de Grasse (1884-1898).
- Maire de Grasse (juin 1898-1901).
- Conseiller général de Grasse (juillet 1898-1910).
- Député de Grasse (avril 1902-1906).